# Medycyna Praktyczna
Medycyna Praktyczna – miesięcznik wydawany przez Wydawnictwo Medycyna Praktyczna przeznaczony dla internistów i lekarzy pierwszego kontaktu oraz dla specjalistów ze szczegółowych dziedzin medycyny. Redaktorem naczelnym jest dr med. Piotr Gajewski. Zastępcami redaktora naczelnego są: dr med. Grzegorz Goncerz oraz dr med. Wiktoria Leśniak.

## Stałe działy
- wytyczne i artykuły przeglądowe
- praktyka kliniczna
- pytania do ekspertów
- przegląd aktualnych badań
- miscellanea
- prawo medyczne i etyka
- komunikacja lekarz-pacjent
- programy edukacyjne

## Indeksacja
- Index Copernicus (IC)

Współczynniki cytowań:
- Index Copernicus (2014): 28,53[1]

Na liście czasopism punktowanych przez polskie Ministerstwo Nauki znajduje się w części B z pięcioma punktami.